# 佐世保中央車站
佐世保中央車站（日语：／ Sasebo-Chūō eki */?）是位於日本長崎縣佐世保市島瀬町，屬於松浦鐵道西九州線的車站。本站至中佐世保車站距離不足200公尺，與筑豐電氣鐵道線的黒崎站前站至西黑崎車站間並列為日本最短的車站站距。

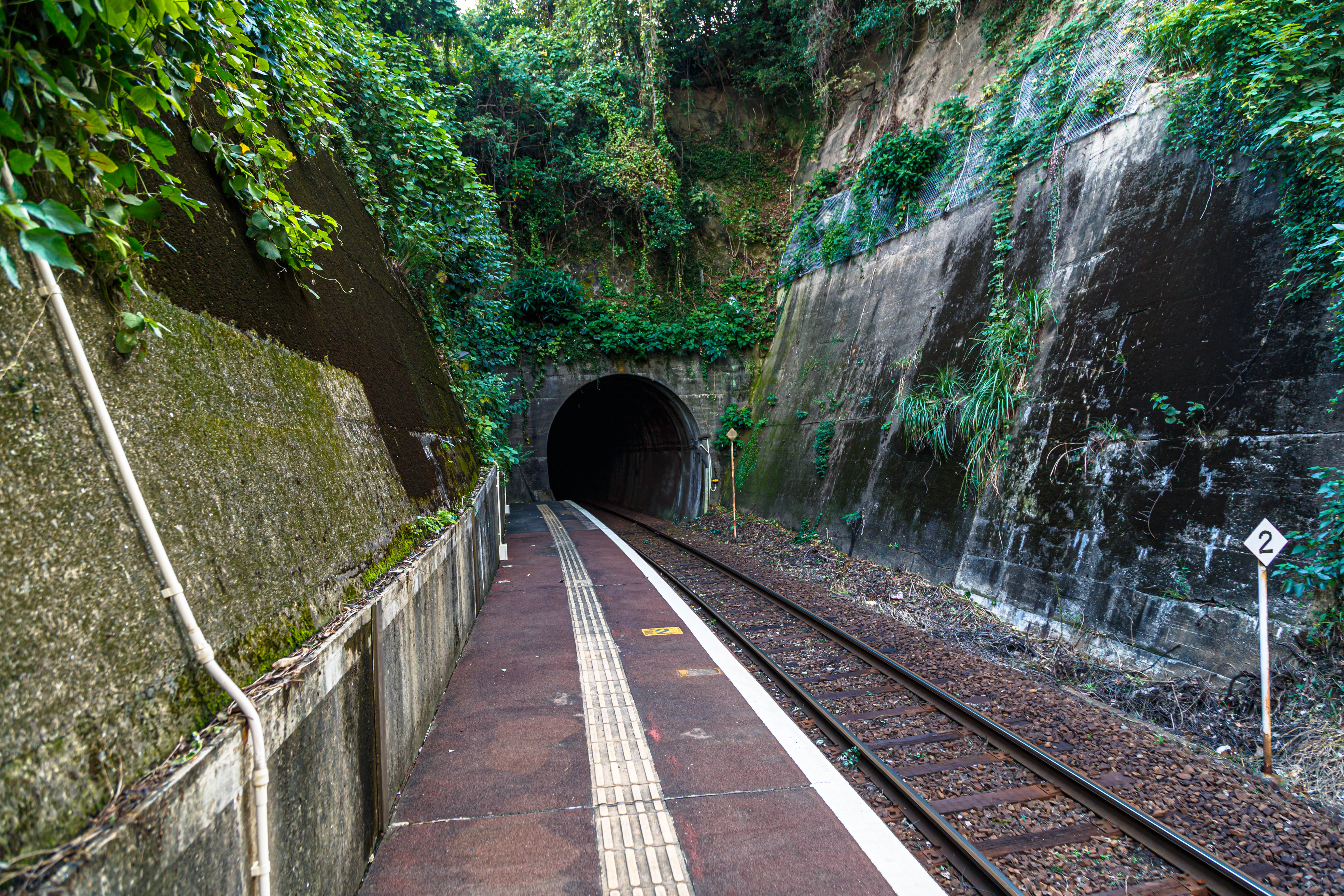
月台（2018年10月）

## 車站構造
本站為側式月台一面一線的有人車站。

## 車站周邊
- 四箇町鎮連环拱廊
- 佐世保玉屋
- 佳世客佐世保店
- 親和銀行本店
- 佐世保市博物館島瀬美術中心
- 佐世保市立図書館
- 島瀬公園
- 佐世保公園
- 国家公務員等共済組合連合会佐世保共済病院
- 佐世保市立総合病院
- 佐世保市消防局中央消防署
- 美国海軍佐世保基地

## 歷史
- 1990年3月10日：隨著松浦鐵道通車而啟用。
- 2015年5月11日：增加車站愛稱「日本第一長「漫步城市4〇3拱廊商店街」之車站」（日語：日本一長い「さるくシティ4〇3アーケード」の駅（日语：さるくシティ4○3））。

## 相鄰車站
松浦鐵道
西九州線
快速
北佐世保－佐世保中央－佐世保
普通
中佐世保－佐世保中央－佐世保